# Gamma (collana)
Gamma (intitolata anche Gamma - Il fantalibro e sottotitolata "I capolavori della fantascienza") è stata una collana italiana di romanzi di fantascienza pubblicata dal 1965 al 1977 da quattro diverse etichette editoriali in successione. In totale sono stati pubblicati 45 volumi (più una ristampa).
In formato tascabile, Gamma è inizialmente mensile e si presenta più come una rivista che come una collana, pubblicando soprattutto racconti e romanzi brevi di famosi autori anglosassoni ma anche alcuni racconti di autori italiani. Nei primi due numeri compaiono anche dei fumetti.

## Storia
La collana venne inaugurata nell'ottobre del 1965 dalle Edizioni Gamma, che la pubblicò fino al marzo del 1966 per 5 numeri, con cadenza mensile; direttore era Valentino De Carlo e redattore, poi segretario di redazione, Ferruccio Alessandri. La collana venne proseguita nell'aprile dello stesso anno da Edizioni dello Scorpione, ancora con la direzione di Valentino De Carlo, fino al marzo del 1968, per altre 22 uscite.
Nel frattempo, ancora prima dell'ultimo numero, nel gennaio 1968 apparve il primo numero della collana rinnovata (indicata nel Catalogo Vegetti come Gamma. [Il Fantalibro]. I Capolavori della Fantascienza) per De Carlo Editore (sempre con la direzione di Valentino De Carlo), che riprese da capo la numerazione, perdendo quasi subito la periodicità mensile e variando più volte la sua denominazione:
- Il Fantalibro (n.1 del gennaio 1968)
- Il Fantalibro. I Capolavori della Fantascienza (dal n.2 di novembre 1968 al n.5 del 1970; le uscite perdono la periodicità mensile col n.3 e dal n.4 il mese non è più indicato)
- I Libri di Gamma. I Capolavori della Fantascienza (n.6 del 1971 e n.7 del 1971)
- Gamma. Il Fantalibro (numero unico fuori numerazione del 1972, intitolato Gamma 72. Almanacco della fantascienza,[6] una sorta di "speciale" di Gamma)
- Gamma. [Il Fantalibro]. I Capolavori della Fantascienza (dal n.8 del 1972 al n.16 del 1976)

La collana venne infine ripresa per breve tempo da Ennio Ciscato Editore dal 1976 al 1977, per un totale di tre uscite, con una ristampa del n.2 (Vortice Nero di Robert A. Heinlein) e i numeri 17 e 18, che concludono la collana.

## Elenco delle uscite
(parziale)

### Edizioni Gamma (prima serie; 1965-1966)
(vengono qui riportate solo le opere di narrativa)
- uno anno primo volume primo, ottobre 1965
  - Un gran bel futuro (romanzo breve, By His Bootstraps, 1941) di Robert A. Heinlein
  - Povero piccolo guerriero! (racconto breve, Poor Little Warrior!, 1958) di Brian W. Aldiss
  - 2 B R 0 2 B (racconto breve, 2 B R 0 2 B, 1962) di Kurt Vonnegut Jr.
  - Martirio di uno straniero (racconto, An Alien Agony, 1962) di Harry Harrison
  - Dal Times di Londra (racconto breve, From the London Times of 1904, 1898) di Mark Twain
  - Il telegramma dal pianeta Marte (racconto breve) di Luigi Lucatelli
  - Le anacronache (fumetto)
- due anno primo volume primo, novembre 1965
  - Per una nuova frontiera (racconto, So Proudly We Hail, 1953) di Judith Merril
  - Piangi, terrestre amato (racconto breve, The Night He Cried, 1953) di Fritz Leiber
  - Solipsismo (racconto breve, Solipsist, 1954) di Fredric Brown
  - Boom! (fumetto)
  - I primi uomini (racconto lungo, The First Men, 1960) di Howard Fast
- tre anno primo volume primo, dicembre/gennaio 1965
  - Il mattatore (romanzo breve, The Darfsteller, 1955) di Walter Miller jr.
  - Sarchiapone (racconto, Allamagoosa, 1955) di Eric Frank Russell
  - Squadra d'esplorazione (racconto lungo, Combat Team, 1956) di Murray Leinster
  - La stella (racconto breve, The Star, 1955) di Arthur C. Clarke
  - Se tutte le ostriche nei mari... (racconto, Or All the Seas with Oysters, 1958) di Avram Davidson
- quattro anno secondo volume secondo, febbraio 1966
  - Lettera ad una fenice (racconto breve, Letter to a Phoenix, 1949) di Fredric Brown
  - Rastignac il maligno (racconto lungo, Rastignac the Devil, 1954) di Philip José Farmer
  - Tre luoghi comuni (racconto breve) di Ferruccio Alessandri
  - Il chiodo e l'oracolo (racconto, The Nail and the Oracle, 1965) di Theodore Sturgeon
  - Operazione Ugo (racconto) di Sergio Turone
- cinque anno secondo volume secondo, marzo 1966
  - L'aia grande (racconto lungo, The Big Front Yard, 1958) di Clifford D. Simak
  - Treno per l'inferno (racconto, That Hell-Bound Train, 1958) di Robert Bloch
  - Fiori per Algernon (racconto lungo, Flowers for Algernon, 1959) di Daniel Keyes
  - Il viaggio più lungo (racconto lungo, The Longest Voyage, 1960) di Poul Anderson

### Edizioni dello Scorpione (seconda serie; 1966)
- sei anno secondo volume terzo - [Gli oscillanti], Fredric Brown, Philip José Farmer, Harry Harrison, Damon Knight, Henry Slesar, Sergio Turone, aprile 1966
- sette anno secondo volume terzo - L'abisso, di Isaac Asimov, James G. Ballard, Ray Bradbury, Howard Fast, Robert Silverberg, maggio 1966
- otto anno secondo volume terzo - Cacciatore torna a casa, di Richard McKenna, James G. Ballard, Fredric Brown, giugno 1966
- nove anno secondo volume terzo - Maledetti Marziani, di Isaac Asimov, luglio/agosto 1966